# Semeuse (Ardennes)
Pour les articles homonymes, voir Semeuse.
Semeuse est une localité de Villers-Semeuse et une ancienne commune française, située dans le département des Ardennes en région Grand Est.

## Toponymie
Le nom de la localité est attesté sous les formes Sonmuse en 1290, Sousmuese en 1325.

Issu du latin summus, désignant une « source » et le nom d'une rivière. Une relation avec la Meuse, sur la rive gauche de laquelle le village est édifié, apparaît hautement probable. La Meuse est un fleuve européen qui prend sa source en France et se jette dans la mer du Nord après un cours long d'approximativement 950 kilomètres traversant la France, la Belgique et les Pays-Bas, elle longe la commune sur son flanc nord.
Semeuse paraît problématique, elle n’est mentionnée dans aucun des ouvrages de référence. Une relation avec la Meuse, sur la rive gauche de laquelle le village est édifié, apparaît pourtant hautement probable. Elle est confirmée par les formes anciennes. L’attestation de 1322 suggère une agglutination de l’afr. en som « au-dessus de », dont le premier élément a subi une dénasalisation, et de l’hydronyme. Puis, le a- initial, interprété comme préposition, a été isolé, d’où Sonmuse en 1290. Placée devant nasale articulée, la voyelle -o- est passée à [u], évolution régionalement régulière, d’où Sousmuese en 1325. Enfin, situé en syllabe prétonique, [u] s’est amui après être passé à œ, d’où la prononciation actuelle.

## Histoire
Elle fusionne en 1828 avec la commune de Villers-devant-Mézières pour former la commune de Villers-Semeuse

## Administration
| Période                                  | Période | Identité | Étiquette | Qualité |
| ---------------------------------------- | ------- | -------- | --------- | ------- |
| Les données manquantes sont à compléter. |         |          |           |         |
|                                          |         |          |           |         |

## Démographie
| 1793 | 1800 | 1806 | 1821 |
| ---- | ---- | ---- | ---- |
| 79   | 90   | 92   | 113  |

Histogramme

(élaboration graphique par Wikipédia)